# Dorymyrmex pyramicus
Dorymyrmex pyramicus é uma espécie de formiga do gênero Dorymyrmex.